# Kjersti Tysse-Plätzer
Kjersti Tysse-Plätzer (Os, Hordaland, 18 de enero de 1972) es una atleta noruega especializada en marcha atlética.
En el año 2000 acudió a los Juegos Olímpicos de Sídney de 2000 consiguiendo la medalla de plata sobre la distancia de 20 km marcha. Era la primera ocasión en que las mujeres marchaban sobre la distancia de 20 en unos Juegos Olímpicos. Participó también en los Juegos Olímpicos de Atenas de 2004, quedando en decimosegunda posición.
En el año 2008 participó de nuevo en unos Juegos Olímpicos, esta vez en los de Pekín 2008, añadiendo una nueva medalla de plata a su palmarés olímpico y estableciendo un nuevo récord nacional en la especialidad.
Su mejor marca personal sobre la distancia de 20 km está en 1h:27:41, registrada en el año 2007.
Es hermana del también marchador Erik Tysse.